# Real Sitio de la Florida

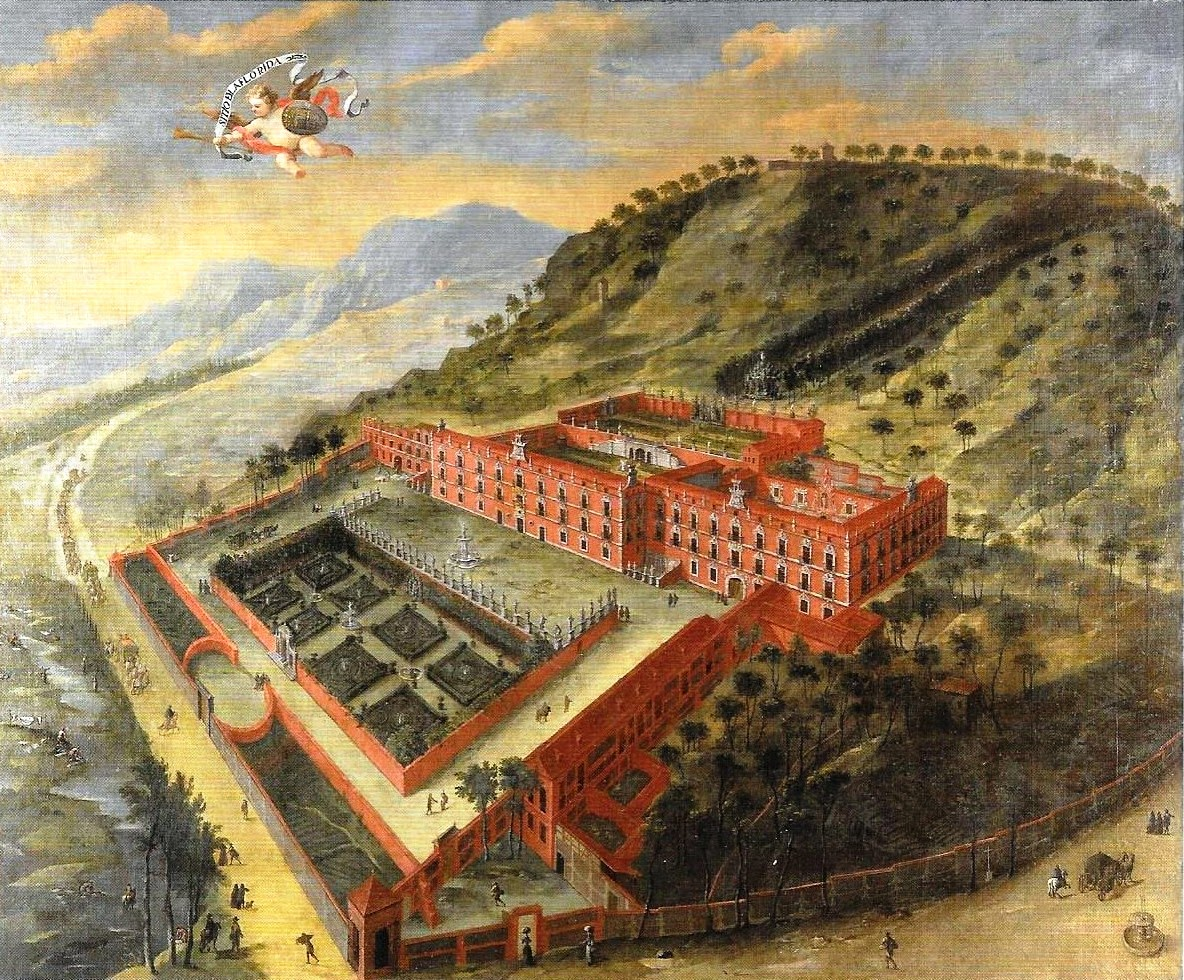
Palacio de la Florida en 1670, construido por Francisco de Moura Corterreal, III marqués de Castel Rodrigo, en la huerta de la Florida. Copia del original que se encuentra en el Palacio de Mombello, Imbersago, Lombardía, Italia. Museo de Historia de Madrid.

El Real Sitio de la Florida fue una finca perteneciente a la Corona española en los alrededores de Madrid. En la actualidad ya no existe y el terreno se encuentra totalmente integrado en la ciudad y edificado en una gran parte.

## Historia
En la colina que hoy se conoce como montaña del Príncipe Pío estuvo la huerta de la Florida. Su primer propietario fue el marqués de Auñón quien, en 1613, se la vendió al cardenal arzobispo de Toledo Bernardo Sandoval y Rojas. En la primera mitad del siglo XVII la finca pasó por varios propietarios (el duque de Lerma, la Compañía de Jesús, el obispo de Badajoz y el marqués de Camarasa) hasta que fue comprada a mediados del citado siglo por Francisco de Moura Corterreal, III marqués de Castel Rodrigo. Además, el marqués compró las casas colindantes -del Molino Quemado, Marquesa de Villahermosa, Buitrera, Minillas, Marcos Sabugal, etc.- y las unió a la finca de la Florida. El marqués mandó construir un magnífico y suntuoso palacio de madera con jardines a la entrada situado en la parte baja de la Montaña, donde hoy se halla la estación del Norte. La finca la heredó primero Leonor Moura, hija del marqués quien, al morir sin descendencia, se la dejó a su hermana, la otra hija del marqués, Juana Moura, casada con Gisberto Pío de Saboya, príncipe de San Gregorio. Del hijo de estos últimos, el príncipe Francisco Pío de Saboya, el lugar tomó el nombre con el que ha llegado hasta nuestros días: montaña del Príncipe Pío.
En 1792 la finca -que constaba de un palacio, huertas, tierras, palomar, casa de vacas, fuentes, montaña y unos jardines colocados en terrenos a distintos niveles- fue adquirida por el rey Carlos IV. Además, el rey compró a Manuel Godoy la llamada finca de La Moncloa, añadiéndola a la Florida convirtiendo las dos posesiones en una finca de recreo denominada Real Sitio de la Florida. Amplió aún más la finca comprando la Granjilla del convento de San Jerónimo, tierras y huertas de los duques de Alba y algunas tierras del Seminario de Nobles. Carlos IV mandó construir un nuevo palacio, obra del arquitecto italiano Felipe Fontana, quien construyó en la parte más baja de los terrenos la ermita de San Antonio de la Florida, único resto arquitectónico de esta real posesión. La finca estaba rodeada por una sólida tapia a prueba de visitantes no deseados. 
Con el tiempo, la montaña del Príncipe Pío se segregó de la Florida. La calle del Marqués de Urquijo señala el límite: al sur de ésta quedaba la Montaña y al norte, la Florida. En 1831, Fernando VII cedió la montaña del Príncipe Pío a su hermano el infante Francisco de Paula que la convirtió en parque público con paseos y jardines. Entre mediados y finales del siglo XIX se construyó en sus terrenos el barrio de Argüelles.